# ريكاردو سواريز فلورنسيو
ريكاردو سواريز فلورنسيو (Ricardo Soares Florêncio) (16 يونيو 1976 في ريسيفي في البرازيل – )؛ هو لاعب كرة قدم كان يلعب كمدافع. يلعب مع منتخب البرازيل لكرة القدم منذ عام 1997.

## وصلات خارجية
- ريكاردو سواريز فلورنسيو على موقع قاعدة بيانات كرة القدم.إي يو (الإنجليزية)
- ريكاردو سواريز فلورنسيو على موقع ناشيونال فوتبول تيمز (الإنجليزية)